# Muraena clepsydra
Muraena clepsydra is een  straalvinnige vissensoort uit de familie van murenen (Muraenidae). De wetenschappelijke naam van de soort is voor het eerst geldig gepubliceerd in 1898 door Charles Henry Gilbert.
De soort staat op de Rode Lijst van de IUCN als niet bedreigd, beoordelingsjaar 2007. Het is een veel voorkomende soort in de oostelijke Stille Oceaan, van Mexico tot het noorden van Peru.